# Céleste de Metz
Pour les articles homonymes, voir Céleste.
Saint Céleste était le deuxième  évêque de Metz, vraisemblablement à la fin du IIIe ou au début du IVe siècle.
C'est un saint chrétien fêté le 14 octobre.

## Histoire et tradition
D'après la légende, Céleste alors prêtre, aurait été envoyé dès le Ier siècle par saint Pierre avec le diacre Felix et l'évêque Clément pour évangéliser la région.
En 852 Drogon de Metz fait transporter le corps de Céleste à Marmoutier (Bas-Rhin), ainsi que celui de Saint Auctor, treizième évêque de Metz. Selon la légende, on avait organisé une procession pour présenter les deux reliques à travers la ville. On avait placé celle d'Auctor, plus célèbre, à l'avant. Celui-ci refusa d'avancer jusqu'à ce que le cortège de Céleste prenne la première place.
En 1525, lors de la révolte des Rustauds, des protestants profanent l'église abbatiale de Marmoutier et mêlent les ossements de Céleste avec d'autres dépouilles au point qu'on ne put discerner les restes de Céleste.
Sa fête est célébrée le 14 octobre.